# National Trophy Series 2019-2020
Navigation
2018-2019 2021-2022
Le National Trophy Series 2019-2020 a lieu du 2 septembre 2019 à Derby au 15 décembre 2019 à York. Elle comprend six manches. Toutes les épreuves font partie du calendrier de la saison de cyclo-cross masculine 2019-2020.

## Résultats

### Podiums masculins
| # | Date         | Lieu       | Vainqueur          | Deuxième           | Troisième      | Leader du classement général |
| - | ------------ | ---------- | ------------------ | ------------------ | -------------- | ---------------------------- |
| 1 | 22 septembre | Derby      | Thomas Mein        | Braam Merlier      | Jarno Bellens  | Thomas Mein                  |
| 2 | 6 octobre    | Milnthorpe | Ian Field          | Gosse van der Meer | David Conroy   | Ian Field                    |
| 3 | 27 octobre   | Irvine     | Gosse van der Meer | Ian Field          | Toby Barnes    | Ian Field                    |
| 4 | 10 novembre  | Crawley    | Thijs Aerts        | Yannick Peeters    | Jelle Camps    | Ian Field                    |
| 5 | 24 novembre  | Pembrey    | Arne Vrachten      | Gosse van der Meer | Julian Siemons | Ian Field                    |
| 6 | 15 décembre  | York       | Gianni Siebens     | Gosse van der Meer | Arne Vrachten  | Gosse van der Meer           |

### Podiums féminins
| # | Date         | Lieu       | Vainqueur        | Deuxième          | Troisième         | Leader du classement général |
| - | ------------ | ---------- | ---------------- | ----------------- | ----------------- | ---------------------------- |
| 1 | 22 septembre | Derby      | Alicia Franck    | Lindy van Anrooij | Anna Flynn        | Alicia Franck                |
| 2 | 6 octobre    | Milnthorpe | Harriet Harnden  | Millie Couzens    | Sophie Thackray   | Anna Flynn                   |
| 3 | 27 octobre   | Irvine     | Katie Scott      | Ffion James       | Anna Flynn        | Anna Flynn                   |
| 4 | 10 novembre  | Crawley    | Bethany Crumpton | Ffion James       | Suzanne Verhoeven | Sophie Thackray              |
| 5 | 24 novembre  | Pembrey    | Ffion James      | Sophie Thackray   | Xan Crees         | Sophie Thackray              |
| 6 | 15 décembre  | York       | Harriet Harnden  | Bethany Crumpton  | Ffion James       | Ffion James                  |